# 217420 Olevsk
217420 Olevsk este un asteroid din centura principală de asteroizi.

## Descriere
217420 Olevsk este un asteroid din centura principală de asteroizi. A fost descoperit pe 31 august 2005 la observatorul astronomic din Andrușivka. Asteroidul prezintă o orbită caracterizată de o semiaxă mare de 2,58 ua, o excentricitate de 0,28 și o înclinație de 11,9° în raport cu ecliptica.